# Solaris Cluster
Solaris Cluster (іноді Sun Cluster чи SunCluster) — відмовостійкий кластер на основі операційної системи Solaris, початково створений компанією Sun Microsystems, яка в 2010 була куплена Oracle Corporation. Використовується для збільшення відмовостійкості сервісів, на зразок баз даних, файлових серверів, сайтів е-комерції чи інших застосунків. Sun Cluster працює за допомогою надлишкових комп'ютерів (nodes), які продовжують надавати сервіс, навіть якщо один з них зламається. Ноди можуть розміщуватись в одному дата-центрі чи на різних континентах.

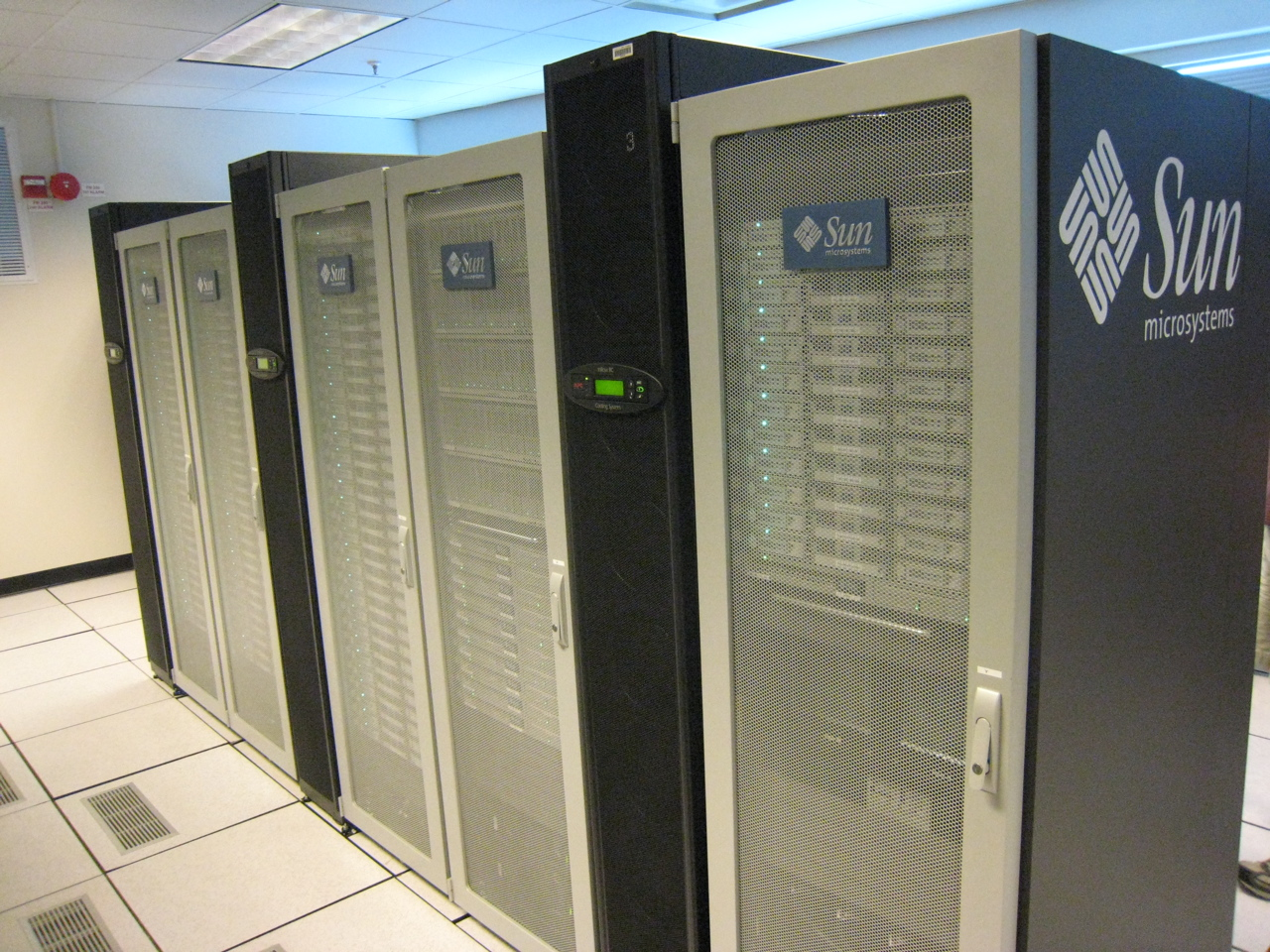
Sun Microsystems Solaris Cluster